# Фодитані жовтобровий
Фодитані жовтобровий (Crossleyia xanthophrys) — вид горобцеподібних птахів родини Bernieridae. Вид раніше відносили до родини тимелієвих (Timaliidae).

## Поширення
Вид є ендеміком Мадагаскару. Зустрічається на півночі країни від Царатанана до національного парку Андохахела. Його природним середовищем проживання є субтропічний або тропічний вологі гірські ліси.

## Опис
Тіло завдовжки до 15 см, вага 15-22,5 г. Верхня частина тіла коричнево-оливкова. Горло, груди та черево жовтого кольору. Такого ж кольору надбрівна смуга.